# Nobius gresseri
Nobius gresseri är en skalbaggsart som beskrevs av Semenov 1899. Nobius gresseri ingår i släktet Nobius och familjen Aphodiidae. Inga underarter finns listade i Catalogue of Life.